# Fermentació (alimentació)

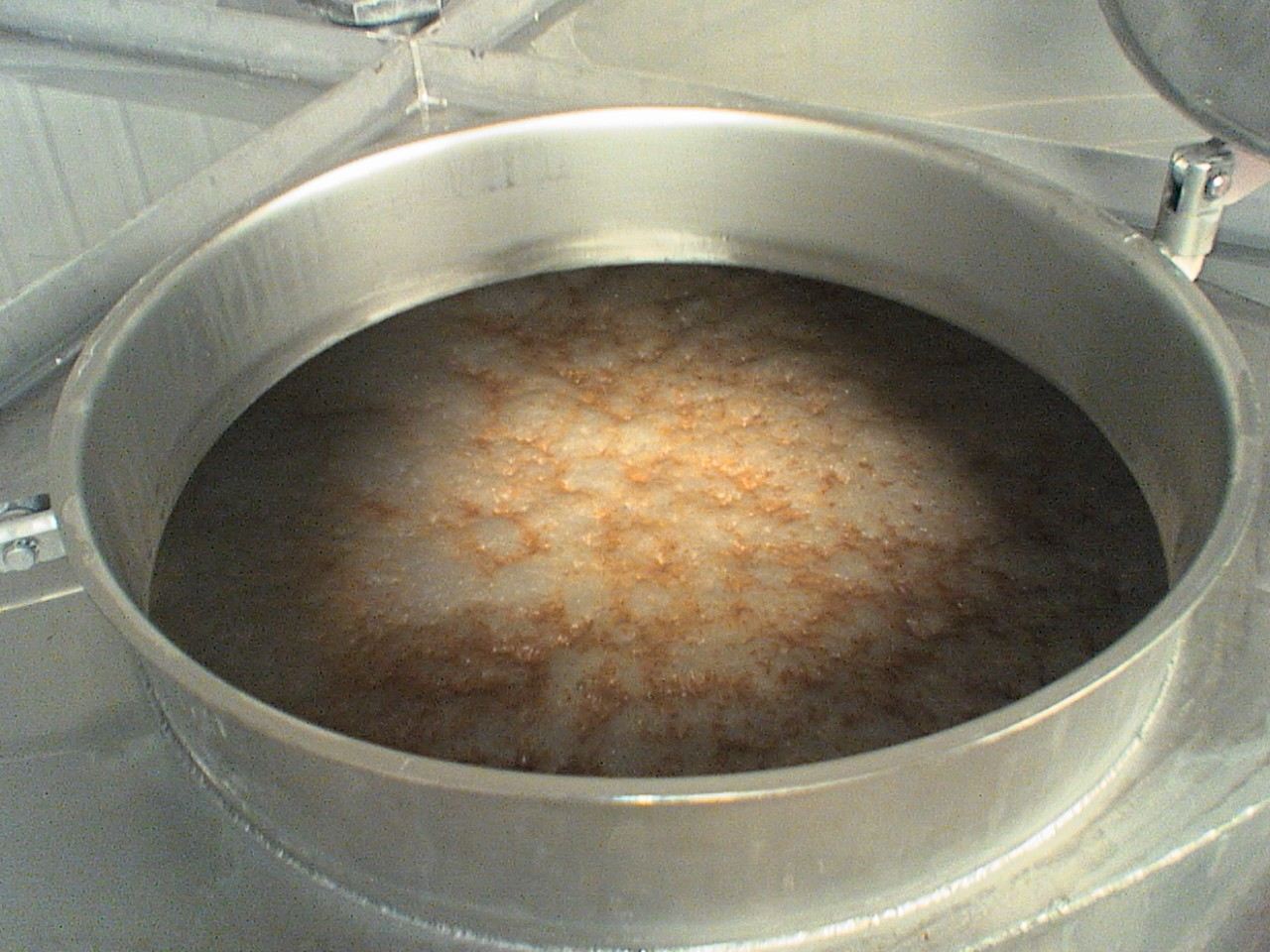
Fermentació de la cervesa

La fermentació en el processament dels aliments típicament és la conversió dels carbohidrats a alcohols i diòxid de carboni o àcids orgànics fent servir els llevats, bacteris, o la seva combinació sota condicions anaeròbies. També es pot definir com la conversió química dels sucres a alcohol etanol.
La fermentació normalment implica l'acció dels microorganismes i amb aquests procés es produeixen begudes alcohòliques fermentades que s'obtenen del repòs de vegetals i fruites amb gran contingut de glucosa, per contraposició a la destil·lada. Les més freqüents són cervesa, el contingut de la qual d'alcohol (etílic) és entre 4° i 5°; vi, que posseeix un grau alcohòlic entre 11° i 12°; xampany; cava i sidra. També es fa servir la fermentació pel pa, i per tècniques de conservació per a fer àcid làctic en aliments àcids com el sauerkraut, salami, kimchi i iogurt, o vinagre (àcid acètic) per aliments envinagrats.

## Història
La fermentació natural precedeix la història humana fins que els humans en controlaren el procés. La primera evidència de fer vi és a Geòrgia fa 8.000 anys. A les muntanyes Zagros de l'Iran, s'han troba gerres amb restes de vi de fa 7.000 anys. Hi ha proves de la fermentació del pa a Egipte de fa uns 4.500 anys i de la fermentació de la llet a Babilònia de fa 5.000 anys.
Louis Pasteur va ser el primer a estudiar científicament la fermentació (zimologia), quan l'any 1856 connectà el llevat amb la fermentació.

### Contribucions a la bioquímica
Louis Pasteur va concloure que la fermentació estava catalitzada per una forma vital anomenada ferment dins les cèl·lules dels llevats.
Tanmateix es va saber que els extractes dels llevat fermenten el sucre fins i tot en absència de cèl·lules vives de llevat com va evidenciar el 1897, Eduard Buchner, per una secreció del llevat anomenada zimasa.
El 1906, l'estudi de la fermentació alcohòlica portà al descobriment del NAD+.

## Usos
L'ús principal de la fermentació és la conversió dels sucres en altres carbohidrats, per exemple fer dels sucs de raïm vi, fermentar el pa i els sucres de les verdures en àcids orgànics.
Hi ha cinc propòsits principals en la fermentació:
- Enriquiment de la dieta amb diversos gustos i aromes
- Conservació d'aliments
- Enriquiment biològic, per exemple: amb més proteïnes
- Eliminar els antinutrients
- Disminuir el temps de cocció

## Aliments fermentats per regions del món

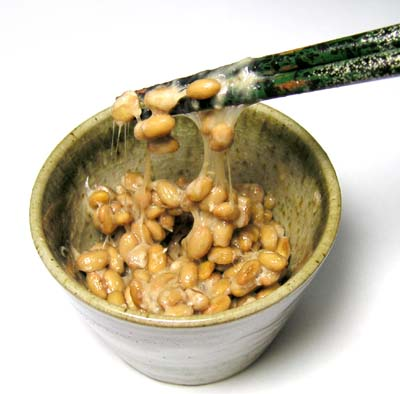
Nattō, un aliment japonès a base de soia fermentada

- A tot el món: alcohol, vi, vinagre, olives, iogurt, pa, formatge
- Àsia
  - Àsia oriental ai Àsia del sud-est: amazake, asinan, atchara, bai-ming, belacan, burong mangga, com ruou, dalok, doenjang, douchi, jeruk, lambanog, kimchi, kombucha, leppet-so, narezushi, miang, miso, nata de coco, nata de piña, natto, naw-mai-dong, oncom, ou centenari, pak-siam-dong, paw-tsaynob, prahok, ruou nep, sake, seokbakji, slasa de soia, stinky tofu, col szechwan, tai-tan tsoi, chiraki, tape, tempeh, totkal kimchi, yen tsai, zha cai
  - Àsia central: kumis (mare milk), kefir, shubat (camel milk)
  - Àsia del Sud: achar, appam, dosa, dhokla, dahi (iogurt), idli, kaanji, mixed pickle, u-to-nga, jaand (rice beer), sinki, tongba, panir
- Àfrica: fermented millet porridge, garri, hibiscus seed, hot pepper sauce, injera, lamoun makbouss, laxoox, mauoloh, msir, mslalla, oilseed, ogi, ogili, ogiri
- Amèrica: chicha, elderberry wine, kombucha, pickling (pickled vegetables), sauerkraut, lupin seed, oilseed, chocolate, vanilla, tabasco, tibicos
- Orient Mitjà: kushuk, lamoun makbouss, mekhalel, torshi, boza
- Europa: rakfisk, sauerkraut, kvass, ogórek kiszony, surströmming, mead, elderberry wine, salami, prosciutto, cultured milk products such as quark, kefir, filmjölk, crème fraîche, smetana, skyr.
- Oceania: poi, kaanga pirau (rotten corn), sago

## Aliments fermentats segons tipus

### Basats en lleguminoses
Cheonggukjang, doenjang, miso, natto, salsa de soia, stinky tofu, tempeh, pasta de soia, llet de mongeta mung de Beijing.

### Basats en cereals

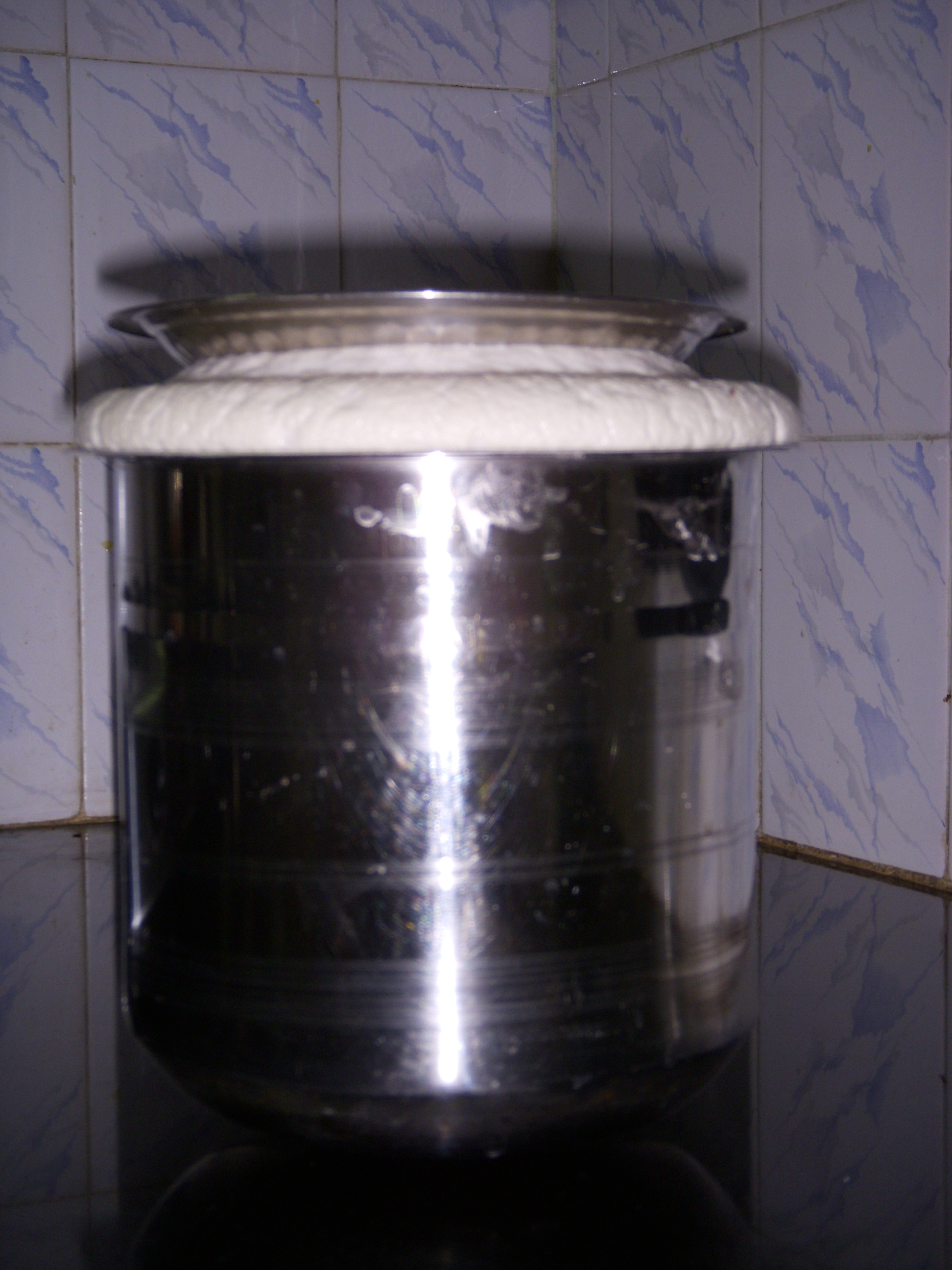
Preparat amb arròs i Vigna mungo

Amazake, cervesa, pa, choujiu, gamju, injera, kvass, makgeolli, murri, ogi, sake, sikhye, sourdough, sowans, vi d'arròs, whisky malta i de cereal, vodka.

### Basat en verdures
Kimchi, mixed pickle, sauerkraut, Indian pickle

### Basat en fruites
Vi, vinagre, sidra, perry, brandy

### Basat en la mel
Hidromel, metheglin

### Basat en la llet
Formatge, kefir, kumis, shubat (llet de camella), Làctis com quark, filmjölk, crème fraîche, smetana, skyr, iogurt

### Basat en el peix
Bagoong terong, faseekh, salsa de peix, Garum, Hákarl, jeotgal, rakfisk, pasta de gamba, surströmming, shidal

### Basat en la carn
Pernil ibèric, Xoriço, Salami, pepperoni

### Basat en el te
Kombucha

### Basat en l'ou
Ou centenari (per fermentació alcalina).

## Beneficis
En països asiàtics com Japó i Xina, s'atribueix la longevitat de la seva gent al consum d'aliments sans i beneficiosos per al cos humà, com són els aliments fermentats.

## Risc per consumir aliments fermentats
A Alaska hi ha hagut un increment de casos de botulisme des de 1985. Això ha estat causat per la pràctica tradicional esquimal de permetre deixar fermentar les carns i peixos que cacen i per l'ús actual de plàstics en lloc dels sistemes tradicionals.